# Vallée du Tarn (de Brousse jusqu'aux gorges)
Vallée du Tarn (de Brousse jusqu'aux gorges) este o arie protejată (sit de importanță comunitară — SCI) din Franța întinsă pe o suprafață de 3.705 ha, integral pe uscat.

## Localizare
Centrul sitului Vallée du Tarn (de Brousse jusqu'aux gorges) este situat la coordonatele 44°02′47″N 2°44′33″E / 44.04639°N 2.7425°E.

## Înființare
Situl Vallée du Tarn (de Brousse jusqu'aux gorges) a fost declarat arie specială de conservare în baza directivei 92/43 din 1992 referitoare la conservarea habitatelor naturale și a faunei și florei sălbatice pentru a proteja 9 specii de animale.

## Biodiversitate
Situată în ecoregiunile atlantică și mediteraneană, aria protejată conține 17 habitate naturale: Cursuri de apă de la nivel de câmpie la nivel montan, cu vegetație Ranunculion fluitantis și Callitricho-Batrachion, Pajiști uscate seminaturale și facies de acoperire cu tufișuri pe substraturi calcaroase (Festuco-Brometalia) (* situri importante pentru orhidee), Liziere de ierburi înalte hidrofile de câmpie și de nivel montan până la alpin, Păduri aluvionare cu Alnus glutinosa și Fraxinus excelsior (Alno-Padion, Alnion incanae, Salicion albae), Fânețe de joasă altitudine (Alopecurus pratensis, Sanguisorba officinalis), Roci stâncoase cu vegetație pionieră de Sedo-Scleranthion sau Sedo albi-Veronicion dillenii, Păduri pe pante, grohotișuri și ravene de Tilio-Acerion, Pajiști uscate europene, Pante stâncoase silicioase cu vegetație casmofită, Pante stâncoase calcaroase cu vegetație casmofită, Pajiști umede mediteraneene cu ierburi înalte de Molinio-Holoschoenion, Izvoare petrifiante cu formare de travertin (Cratoneurion), Păduri mixte riverane de Quercus robur, Ulmus laevis și Ulmus minor, Fraxinus excelsior sau Fraxinus angustifolia, de-a lungul marilor râuri (Ulmenion minoris), Râuri de munte și vegetația lor lemnoasă cu Salix elaeagnos, Râuri cu maluri nămoloase cu vegetație de Chenopodion rubri p.p. și Bidention p.p., Pseudostepă cu ierburi și specii anuale de Thero-Brachypodietea, Grohotișuri silicioase medio-europene, la altitudine înaltă.
La baza desemnării sitului se află mai multe specii protejate:
- mamifere (2): castor (Castor fiber), vidră de râu (Lutra lutra)
- nevertebrate (5): fluturele auriu (Euphydryas aurinia), Euplagia quadripunctaria, Gomphus graslinii, Macromia splendens, Oxygastra curtisii
- pești (2): Barbus meridionalis, Parachondrostoma toxostoma

Pe lângă speciile protejate, pe teritoriul sitului au mai fost identificate 1 specie de păsări, 1 specie de nevertebrate.